# Darevskia
Darevskia – rodzaj jaszczurek z rodziny jaszczurkowatych (Lacertidae).

## Zasięg występowania
Rodzaj obejmuje gatunki występujące w Europie i Azji – od Serbii, Rumunii i Krymu na wschód po Iran i Turkmenistan.

## Systematyka

### Etymologia
- Darevskia: Ilya Siergiejewicz Darewski (1924–2009), rosyjski herpetolog[1].
- Caucasilacerta: nowołac. Caucasicus „kaukaski”, od łac. Caucasius „kaukaski”, od Caucasus „Kaukaz”, od gr. Καυκασος Kaukasos „Kaukaz”; łac. lacerta „jaszczurka”[2]. Gatunek typowy: Lacerta saxicola Eversmann, 1834.

### Podział systematyczny
Rodzaj ten jest znany przede wszystkim pod nazwą Darevskia, wprowadzoną przez Oscara Arribasa w swojej pracy doktorskiej w 1997 roku, a także w artykule naukowym w „Russian Journal of Herpetology” w 1999 roku. Praca doktorska nie spełniała jednak wymogów Międzynarodowego Kodeksu Nomenklatury Zoologicznej, nazwa Darevskia nie została więc wówczas prawidłowo utworzona, w przeciwieństwie do artykułu z 1999 roku. W międzyczasie jednak ukazał się artykuł autorstwa Harrisa i współpracowników (1998), w którym ta sama grupa jaszczurek otrzymała nazwę Caucasilacerta. Niektórzy późniejsi autorzy uznawali również tę nazwę za nieprawidłowo ustanowioną, z czym jednak nie zgodzili się Busack i in. (2016), wskazując, że nazwa Caucasilacerta ma pierwszeństwo przed Darevskia, mimo iż – w przeciwieństwie do tej drugiej – niemal nie stosowano jej w literaturze naukowej. Arribas (2016) uważa jednak, że Caucasilacerta to nomen nudum, zaś Darevskia jest prawidłową nazwą dla tego rodzaju. Do rodzaju należą następujące gatunki:

- Darevskia adjarica (Darevsky & Eîselt, 1980)
- Darevskia aghasyani Tuniyev & Petrova, 2019[8]
- Darevskia alpina (Darevsky, 1967)
- Darevskia armeniaca (Méhely, 1909)
- Darevskia arribasi Tuniyev, Petrova & Lotiev, 2023
- Darevskia bendimahiensis (Schmidtler, Eiselt & Darevsky, 1994)
- Darevskia bithynica (Méhely, 1909)
- Darevskia brauneri (Méhely, 1909)
- Darevskia caspica Ahmadzadeh, Flecks, Carretero, Mozaffari, Böhme, Harris, Freitas & Rödder, 2013
- Darevskia caucasica (Méhely, 1909)
- Darevskia chlorogaster (Boulenger, 1908)
- Darevskia clarkorum (Darevsky & Vedmederja, 1977)
- Darevskia daghestanica (Darevsky, 1967)
- Darevskia dahli (Darevsky, 1957)
- Darevskia defilippii (Camerano, 1877)
- Darevskia derjugini (Nikolsky, 1898)
- Darevskia dryada (Darevsky & Tuniyev, 1997)
- Darevskia josefschmidtleri Arribas, Candan, Kornilios, Ayaz, Kumlutaş, Gül, Yilmaz, Caynak & Ilgaz, 2022
- Darevskia kamii Ahmadzadeh, Flecks, Carretero, Mozaffari, Böhme, Harris, Freitas & Rödder, 2013
- Darevskia kopetdaghica Ahmadzadeh, Flecks, Carretero, Mozaffari, Böhme, Harris, Freitas & Rödder, 2013
- Darevskia lindholmi (Szczerbak, 1962)
- Darevskia mirabilis Arribas, Ilgaz, Kumlutaş, Durmuş, Avci & Üzüm, 2013
- Darevskia mixta (Méhely, 1909)
- Darevskia nairensis (Darevsky, 1967)
- Darevskia obscura (Lantz & Cyrén, 1936)
- Darevskia parvula (Lantz & Cyrén, 1913)
- Darevskia portschinskii (Kessler, 1878)
- Darevskia praticola (Eversmann, 1834)
- Darevskia raddei (Boettger, 1892)
- Darevskia rostombekowi (Darevsky, 1957)
- Darevskia rudis (Bedriaga, 1886)
- Darevskia salihae Kurnaz, Şahin & Eroglu, 2022
- Darevskia sapphirina (Schmidtler, Eiselt & Darevsky, 1994)
- Darevskia saxicola (Eversmann, 1834) – jaszczurka skalna
- Darevskia schaekeli Ahmadzadeh, Flecks, Carretero, Mozaffari, Böhme, Harris, Freitas & Rödder, 2013
- Darevskia spitzenbergerae (Eiselt, Darevsky & Schmidtler, 1992)
- Darevskia steineri (Eiselt, 1995)
- Darevskia szczerbaki (Lukina, 1963)
- Darevskia tuniyevi Arribas, Candan, Kurnaz, Kumlutas, Caynak & Ilgaz, 2022
- Darevskia unisexualis (Darevsky, 1966)
- Darevskia uzzelli (Darevsky & Danielyan, 1977)
- Darevskia valentini (Boettger, 1892)